# Novegro
Novegro (Novégher in dialetto milanese, IPA: [nuˈ(w)eːɡer]) è una frazione del comune di Segrate posta a sudovest del centro abitato, oltre la ferrovia Milano-Venezia e nei pressi dell'idroscalo e dell'aeroporto di Linate.

## Storia
Registrato agli atti del 1751 come un villaggio milanese di 112 abitanti, alla proclamazione del Regno d'Italia nel 1805 Novegro risultava avere 150 residenti. Nel 1809 un regio decreto di Napoleone soppresse il municipio annettendolo a Segrate, e poi a Vimodrone nel 1811. Il Comune di Novegro fu poi ripristinato nel 1816 dopo il ritorno degli austriaci,  i quali lo ampliarono nel 1841 annettendogli Redecesio e Tregarezzo, tanto che nel 1853 si registrarono 657 residenti saliti a 699 nel 1861.
Il municipio di Novegro fu definitivamente soppresso nel 1869 allorquando, dopo un'iniziale ipotesi di unione con Lambrate, si decise di riproporre l'antico modello napoleonico annettendo definitivamente il paese a Segrate.